# Kamil Skaskiewicz
Kamil Skaskiewicz (* 10. července 1988) je polský zápasník–volnostylař.

## Sportovní kariéra
Zápasení se věnoval od 10 let v rodném Białogardu pod vedením Tadeusze Krawczyka. Pod vedením Andrzeje Szwenka a Cezary Jastreba se později v klubu AKS specializoval na volný styl. V polské mužské reprezentaci se pohyboval s přestupem do váhy do 96 (97) kg od roku 2010. O pozici polské reprezentační jedničky bojoval s Radosławem Baranem. V roce 2012 se na olympijské hry v Londýně nekvalifikoval. Od roku 2015 startoval ve váze nad 125 kg, ve které se v reprezentaci neprosazoval na úkor Roberta Barana. Věnuje se převážně ligovým soutěžím doma v Polsku a v sousedním Německu.

## Výsledky
| Turnaj             | 2003 | 2004 | 2005 | 2006 | 2007 | 2008 | 2009 | 2010 | 2011 | 2012 | 2013 | 2014 |
| Turnaj             | 15   | 16   | 17   | 18   | 19   | 20   | 21   | 22   | 23   | 24   | 25   | 26   |
| Turnaj             | -55  | -55  | -60  | -74  | -74  | -84  | -84  | -96  | -96  | -96  | -96  | -97  |
| ------------------ | ---- | ---- | ---- | ---- | ---- | ---- | ---- | ---- | ---- | ---- | ---- | ---- |
| Olympijské hry     |      | —    |      |      |      | —    |      |      |      | —    |      |      |
| Mistrovství světa  | —    |      | —    | —    | —    |      | —    | —    | —    |      | 7.   | úč.  |
| Mistrovství Evropy | —    | —    | —    | —    | —    | —    | —    | —    | úč.  | —    | 2.   | úč.  |
| MS juniorů         | —    |      | —    | —    | —    | 8.   |      |      |      |      |      |      |
| ME juniorů         |      | —    | —    | —    | úč.  | úč.  |      |      |      |      |      |      |
| ME dorostenců      | 4.   | úč.  | —    |      |      |      |      |      |      |      |      |      |